# Marià Obiols i Tramullas
Marià Obiols i Tramullas (* 26. September 1809 in Barcelona; † 11. Dezember 1888 ebenda) war ein spanischer Dirigent, Komponist und Musikpädagoge. Obiols war der erste Musikdirektor des Gran Teatre del Liceu.

## Leben und Werk
Obiols begann seine Musikerausbildung unter der Leitung des Komponisten und Dirigenten Ramon Vilanova. Ab 1831 studierte er bei Saverio Mercadante in Mailand.
Als 1838 das Conservatori del Liceu gegründet wurde, wurde Obiols zum ersten Direktor der Institution ernannt. Er war auch musikalischer Direktor des Gran Teatre del Liceu.  Die Position als Direktor des Conservatori del Liceu hatte er bis zu seinem Lebensende inne. Er unterrichtete an diesem Konservatorium bis 1886 Gesangsklassen und Harmonielehre.
Dank Mercadante konnte Obiols 1837 seine Oper Odio ed amore (Hass und Liebe) in Mailand uraufführen. Er schrieb auch die Kantate Il regio imeneo auf einen Text von Joan Cortada i Sala, die auf die Hochzeit von Isabelle II. anspielte und anlässlich der Eröffnung des Gran Teatre del Liceu am 4. April 1847 aufgeführt wurde. Jahre später uraufführte er seine Opern Editta di Belcourt (1874) und Laura Debelan (1879) im gleichen Opernhaus. Obiols schrieb auch Kammermusik und sakrale Musik.